# لندن به من تعلق دارد
لندن به من تعلق دارد (انگلیسی: London Belongs to Me) فیلمی به کارگردانی سیدنی گیلیات محصول سال ۱۹۴۸ کشور بریتانیا است.